# Luis Sánchez Jiménez
Venancio Luis Sánchez Jiménez (18 de mayo de 1962) es un político mexicano, miembro del Partido de la Revolución Democrática, fue diputado federal y vocero de su bancada en la Cámara de Diputados.
Inició sus actividades laborales como funcionario de la Secretaría del Trabajo y Previsión Social, en el Instituto Nacional para la Educación de los Adultos y en la Secretaría de Hacienda y Crédito Público. De 1997 a 1998 fue Delegado de la Zona Norte del Municipio de Ciudad Nezahualcóyotl, de 2000 a 2003 tesorero municipal y en 2003 fue elegido presidente Municipal de Ciudad Nezahualcóyotl, ejerciendo su cargo hasta 2006, cuando a su vez fue elegido diputado federal plurinominal a la LX Legislatura de 2006 a 2009, en la cual se desempeñó como vocero de la Fracción Parlamentaria del Partido de la Revolución Democrática y fue Vicepresidente de la Cámara de Diputados para el periodo 2007 a 2008.
Integrante de la Comisión Política Nacional del PRD.
Fue Presidente del Comité Ejecutivo Estatal del Partido de la Revolución Democrática en el Estado de México.
En 2012 postulado por el Partido de la Revolución Democrática al Senado de la República por la vía de Lista Nacional, resultando electo para el periodo 2012-2018.
Fue vicepresidente de la Mesa Directiva del Senado de México y Coordinador del Grupo Parlamentario del PRD.